# Kerstin Månsson
Kerstin Ingela Månsson, numera Tjernlund, född 31 augusti 1960 i Fosie församling i dåvarande Malmöhus län, är en svensk orienterare som blev världsmästarinna i stafett 1983 och 1985, nordisk mästarinna i stafett 1982 samt svensk mästarinna på långdistans och ultralång distans 1983.
Hon växte upp i Karlshamn i Blekinge och är sedan 1986 gift med Tore Tjernlund (född 1958). Hon är idag verksam som rektor för Nordenbergsskolan i Olofströms kommun.